# Trematopygus dubitor
Trematopygus dubitor är en stekelart som beskrevs av Hinz 1982. Trematopygus dubitor ingår i släktet Trematopygus och familjen brokparasitsteklar. Arten är reproducerande i Sverige. Inga underarter finns listade i Catalogue of Life.